# Vilayat de Mossul
El vilayat de Mossul (o vilayet de Mossul) fou una província de l'Imperi Otomà que va existir del 1879 al 1925, els darrers set anys sota administració britànica.

## Antecedents
Mossul va passar als otomans el 1535 i fou un sandjak dependent del vilayat de Djazira. El 1591 fou declarat eyalat i des del 1592 es coneix la llista completa de paixes de Mossul; els governadors duraven en general poc temps (entre 1638 i 1700 foren 48 pashas). El 1743 fou assetjada per Nadir Shah però Husayn Djalili el governador el va rebutjar. Des de llavors el pashalik fou en mans de la seva família (d'origen cristià) que va governar amb autonomia amb Abd al-Dajlil i els seus successors. Husayn ben Ismal fou paixà vuit vegades. El 1834 el sultà va posar fi als derebeys i va acabar amb l'autonomia i va destituir al pasha Yahya ben Numan al-Djalili.
Vegeu Eyalat de Mossul

## El vilayat
El 1864 els eyalats foren transformats en vilayats; el vilayat de Mossul no va quedar organitzat separadament fins al 1879 amb capital a la ciutat de Mossul, subdividit en els kadas de Mossul, Kirkuk. Arbil i Sulaymaniyya; però el 1895 els turcs n'havien perdut el control real i el cap kurd Mustafa Čalabi Sabundji hi va regnar com a sobirà virtual fins al 1911 quan els turcs en van recuperar el control.
Al final de la primera Guerra Mundial, l'octubre del 1918, Mossul fou ocupada pels britànics i encara que la regió havia de ser entregada a França segons els Acords de Sykes-Picot de 1916, Clemenceau va acceptar que fos unida al mandat britànics de l'Iraq (desembre de 1918) a petició de Lloyd-George el primer ministre britànic. El kurd xeic Sulaymani Mahmud Barzanji (1880-1956) fou nomenat governador (hukumdar) del vilayat amb els territoris kurds entre el Gran Zab i el Diyala. Al final de maig de 1919 Mahmud va proclamar la independència del Kurdistan. Mahmud fou fet presoner pels britànics i condemnat a mort però la pena li fou commutada i enviat en exili a l'Índia. En aquest temps diversos oficials britànics foren assassinats a Zakho, Amadiyya i Akra. Deposat Mahmud, el major Ely Bannister Soane va agafar el govern al lloc de Mahmud i va restaurar la calma.
Amb la Conferència de San Remo de l'abril de 1920, la regió fou posada sota mandat britànic. El 23 d'agost de 1921 era instal·lat a Bagdad com a rei Faisal I, prèviament rei de Síria però expulsat de Damasc pels francesos, i es va anunciar la intenció d'unir a l'Iraq el vilayat de Mossul. Turquia va reivindicar el vilayat i el kurds el volien com al seu estat nacional reconegut pel tractat de Sevres de 10 d'agost de 1920. Això va produir l'anomenada "qüestió de Mossul".
Vegeu Qüestió de Mossul

## Regne del Kurdistan
L'agitació va pujar de to i Mahmud va tornar de l'exili i es va proclamar rei del Kurdistan (novembre de 1922), formant un govern, emetent segells de correus, va recaptar taxes i va publicar un diari (Roj-i Kurdistan = El Sol del Kurdistan). El 24 de desembre de 1922 els britànics i l'Iraq van reconèixer el dret del poble kurd a establir dins les fronteres de l'Iraq un govern nacional kurd. Dificultats posteriors van provocar el bombardeig britànic obligant a Mahmud a refugiar-se a Sardash (3 de març de 1923) on es va publicar un nou diari (Bang-i Haq = La crida a la Veritat) 

## Unió a l'Iraq
La Societat de Nacions va confirmar la integració del vilayat a l'Iraq, sota mandat britànic, el 1925. El vilayat fou dividit en 4 províncies: Mossul, Kirkuk, Arbil i Sulaymaniyya. Turquia ho va reconèixer el febrer de 1926. Mahmud va restar a Sardash fins al 1930 quan va acabar el mandat britànic (efectiu el 1932).